# Hook - Capitan Uncino
Hook - Capitan Uncino (Hook) è un film fantasy americano del 1991 diretto da Steven Spielberg. Il cast del film è composto da Robin Williams, Dustin Hoffman, Julia Roberts, Bob Hoskins, Charlie Korsmo, Amber Scott, Caroline Goodall e Maggie Smith.
Hook è un seguito non ufficiale delle avventure di Peter Pan e si concentra su un Peter cresciuto che ha dimenticato la sua infanzia. Nella sua nuova vita, è cresciuto come Peter Banning, un avvocato di successo ma senza fantasia e maniaco del lavoro con una moglie (la nipote di Wendy) e due figli. Tuttavia, quando il suo acerrimo nemico Capitan Uncino ritorna e rapisce i suoi figli, Peter torna all'Isola Che Non C'è per salvarli. Nel corso degli eventi, recupera i ricordi del suo passato e diventa una persona migliore.
Distribuito l'11 dicembre 1991, Hook ha ricevuto recensioni contrastanti da parte della critica, che ha elogiato le performance (in particolare quelle di Williams e Hoffman), la colonna sonora di John Williams e i valori di produzione, ma criticandone la sceneggiatura e il tono. Sebbene sia stato un effettivo successo commerciale (300 milioni di dollari su un budget di 70 milioni) e abbia ricevuto cinque candidature ai Premi Oscar 1992, i suoi incassi al botteghino sono stati inferiori alle aspettative dello studio, e Spielberg ha ammesso di non essere particolarmente affezionato al film.

## Trama
Peter Banning è un avvocato aziendale di San Francisco, i cui rapporti con la sua famiglia, in particolare con i figli Jack e Maggie, sono però  complicati per via delle sue continue assenze e delle sue promesse non mantenute. Siccome mette il lavoro prima di ogni altra cosa, Peter è un uomo molto severo, scorbutico ed irascibile che non tollera vedere i figli comportarsi in modo infantile. Moira, la moglie di Peter, è molto delusa dal comportamento egoista e insensibile del marito. All'inizio del film, Peter ferisce i sentimenti di Jack perché, a causa di un imprevisto al lavoro, non riesce ad arrivare in tempo alla sua partita di baseball, l'ultima della stagione.
Durante le festività natalizie, i Banning si recano a Londra per fare visita alla nonna di Moira, la centenaria Wendy Darling, e per partecipare alla cerimonia in suo onore per le numerose adozioni di bambini orfani compiute in gioventù, per cui le è stato intitolato un intero padiglione del Great Ormond Street Hospital. Tra questi orfani vi era anche Peter, quando era adolescente, prima di essere affidato ai suoi genitori adottivi, la coppia statunitense dei Banning. Intanto, Jack e Maggie vengono lasciati alla custodia di Tootles, un vecchio amico di Wendy e suo primo orfano preso in giovane età, decisamente stravagante e mentalmente instabile, e della governante Liza.
Proprio la sera della cerimonia, mentre Peter, Moira e Wendy sono fuori, Jack e Maggie vengono misteriosamente rapiti; appena tornati a casa, gli adulti trovano un lungo squarcio su una parete e un messaggio attaccato alla porta con un pugnale, firmato da "Giacomo Uncino". Tootles spiega a Peter che Capitan Uncino ha rapito i bambini per vendicarsi e li ha condotti sull'Isola che non c'è, ma Peter non gli crede e così chiama la polizia per chiedere aiuto, ma il tentativo non ha successo. Più tardi, Wendy prende in disparte Peter e cerca di spiegargli che lui è il leggendario Peter Pan, che però ha perduto i ricordi quando ha scelto di restare a Londra con lei e crescere, ma Peter non le crede e passa la notte a bere.
Poco tempo dopo, Peter viene raggiunto dalla fatina Trilli, che, tenendolo avvolto in una coperta, lo conduce all'Isola che non c'è. Confuso e disorientato, Peter si ritrova sul galeone dei pirati e incontra Capitan Uncino e la sua ciurma. Il capitano rimane incredulo e sconvolto appena scopre che Peter è diventando così goffo ed impacciato rispetto a com'era in passato, così ordina ai suoi pirati di ucciderlo con i figli, ma per fortuna Trilli interviene e propone ad Uncino di concedere a Peter tre giorni per potersi addestrare alla battaglia. A questo punto, Uncino accetta la proposta, così tiene prigionieri Jack e Maggie, mentre Peter viene accidentalmente buttato in mare. Dopo esser risalito a terra con l'aiuto delle sirene, Peter raggiunge il rifugio dei Bimbi sperduti, guidati dal giovane indiano Rufio, che possiede la spada appartenuta a Peter. Nonostante le riluttanze iniziali, i Bimbi sperduti riconoscono Peter e lo addestrano, incoraggiandolo a usare il potere dell'immaginazione per ripristinare la sua memoria e le sue capacità.
Nel frattempo, Capitan Uncino si lamenta del fatto che non avrà una vera vendetta su Peter, finché il suo nostromo Spugna non gli suggerisce di stringere amicizia con i suoi figli per poterli manipolare e farli schierare dalla sua parte. Uncino fallirà con Maggie, ma in compenso riesce ad ottenere la fiducia di Jack mostrandogli più affetto di Peter e sfruttando la sua passione per il baseball: un giorno, gli organizza una partita a cui assiste assieme all'intera ciurma, tifando per lui, facendo dunque ciò che Peter non aveva mai fatto a causa del lavoro. Quest'ultimo, che si era infiltrato al porto dei pirati con un travestimento, rimane avvilito e disperato quando vede Jack e Uncino così affettuosamente uniti.
Sapendo che deve imparare a volare di nuovo per poter conquistare la fiducia dei Bimbi sperduti e salvare i figli, Peter tenta invano di spiccare il volo, finché non incontra la propria ombra, che lo conduce al vecchio rifugio dei Bimbi sperduti. Giunto sul posto, Peter riesce finalmente a ricordarsi del suo passato, di come fu trovato da Trilli e portato sull'Isola che non c'è, di come ha conosciuto Wendy, delle loro avventure assieme e di come abbia continuato a visitarla negli anni successivi. Wendy, che viveva nel mondo reale, nel frattempo crebbe, divenne adulta, ebbe una famiglia e infine invecchiò. In seguito, Peter conobbe Moira, la nipote di Wendy (la figlia di Jane, figlia di Wendy), ed essendosi innamorato di lei, decise di rinunciare all'Isola che non c'è, ai Bimbi sperduti, ai suoi poteri, a Trilli e all'eterna giovinezza, scegliendo di crescere nel mondo reale pur di restare con lei.
Rendendosi conto che essere un padre è il suo nuovo "pensiero felice", Peter riacquista finalmente la capacità di volare e la guida dei Bimbi sperduti, e anche Rufio lo riconosce come Peter Pan e perciò gli restituisce la spada in segno di rispetto. Durante la festa per il ritorno di Peter Pan, Trilli confessa di essere sempre stata innamorata di lui e lo bacia, ma Peter la respinge, perché sa che la propria famiglia, cioè Moira, Jack e Maggie sono coloro che deve salvare, quindi si prepara alla battaglia.
Al terzo giorno, come stabilito, Peter e i Bimbi sperduti affrontano Capitan Uncino e i suoi pirati. Durante la battaglia, Peter riesce a salvare Maggie mentre i Bimbi sperduti riescono a sconfiggere e a mettere in fuga i pirati. Ma sfortunatamente, Rufio viene infilzato a morte da Uncino; poco prima di morire, Rufio dice a Peter che gli sarebbe piaciuto avere un padre come lui. Assistendo a ciò, Jack si riconcilia con il padre, che gli promette di essere un genitore migliore. Nel combattimento che ne segue, Peter scopre che Capitan Uncino è sempre rimasto vecchio, infatti sotto la sua parrucca si nascondono dei capelli bianchi, dopodiché lo mette fuori gioco. Ma mentre sta per ucciderlo, Peter viene fermato dai figli che gli suggeriscono di non abbassarsi al livello di Uncino. Peter decide di risparmiare la vita al capitano, a patto però che abbandoni per sempre l'Isola che non c'è. Subito dopo, Peter, Jack e Maggie si apprestano a tornare a casa. Uncino però non si arrende e dopo aver nuovamente sguainato la spada, si appresta ad uccidere Peter, ma Trilli riesce a fermarlo mentre Peter gli conficca l'uncino nel corpo impagliato del coccodrillo che gli aveva mangiato la mano, ucciso proprio da Uncino tanto tempo fa. Alla fine, un terrorizzato Capitan Uncino finisce divorato dal coccodrillo, venendo eliminato una volta per tutte.
Prima di tornare a casa con Jack e Maggie, Peter nomina il Bimbo sperduto Carambola suo successore, donandogli la sua spada, e vola via dall'Isola che non c'è dopo aver ringraziato i Bimbi per aver creduto in lui per l'ultima volta. Tornato a Londra, Peter si risveglia ai giardini di Kensington sotto la statua dedicata a lui e incontra un netturbino che nell'aspetto gli ricorda il nostromo Spugna. Una volta detto addio un'ultima volta a Trilli, la quale gli promette che lo aspetterà, Peter torna a casa e si impegna ad essere meno severo coi figli e a dare più importanza alla famiglia anziché al lavoro.
Peter consegna a Tootles, un tempo Bimbo sperduto anche lui, il suo sacchetto di biglie, che Carambola gli aveva dato prima di partire. Il sacchetto contiene della polvere di fata e consente al vecchio di volare fino all'Isola che non c'è. Nella scena finale, Wendy dice a Peter che ora le sue avventure sono finite, ma Peter le risponde «Vivere. Vivere può essere un'avventura straordinaria».

## Produzione
Il progetto originale nasceva come un musical: alla fine solo la canzone che canta Maggie nel film, che fu scritta da John Williams è stata utilizzata nel film, ma le altre si possono sentire in versione strumentale come accompagnamento di varie sequenze.
Spielberg aveva originariamente previsto questo film già nel 1983 con Michael Jackson come protagonista ma il suo sviluppo iniziò solamente verso la fine degli anni '80 con la The Walt Disney Company e la Paramount Pictures, che avrebbero voluto riprendere la storia già narrata nei film Peter Pan (1924) e Le avventure di Peter Pan (1953). Peter Pan entrò in pre-produzione nel 1985, ma Spielberg abbandonò il progetto. James V. Hart stese la sceneggiatura con il regista Nick Castle e la TriStar Pictures prima che Spielberg decidesse di prendere in mano la regia nel 1989. Hook venne girato interamente ai Sony Pictures Studios a Culver City. Il film ricevette critiche discordanti ma fu un successo commerciale e venne nominato in diverse categorie ai Premi Oscar 1992.
Lo sceneggiatore Jim V. Hart deve l'idea a suo figlio Jake (che diventerà il nome di uno dei protagonisti del film), il quale facendogli vedere un'immagine disse: "Questo è Uncino che viene mangiato dal coccodrillo, ma non viene ucciso sul serio, lui scappa". Così Hart per quattro anni si scervellò per trovare una storia pensando che Uncino potesse essere realmente scappato, e volesse così ottenere la migliore delle vendette; tuttavia, Hart non riusciva a trovare una trama fino a quando ancora suo figlio disse le parole magiche: "E se Peter Pan diventasse grande..."
Il film dunque è prodotto dalla Amblin Entertainment e distribuito dalla TriStar Pictures.
Le riprese del film durarono dal 19 febbraio all'8 agosto 1991, giorno del cinquantaquattresimo compleanno di Dustin Hoffman.
Con un budget di circa 70 milioni di dollari, Hook incassò più di 300 milioni di dollari nel mondo. Finite le riprese, Steven Spielberg poté entrare nella pre-produzione di Jurassic Park.

### Riprese
Le scene vennero realizzate fra:
- Londra;
- il Bishop Conaty High School di Los Angeles, per le scene della recita di Maggie;
- il Ballroom del Park Plaza Hotel di Los Angeles, per le scene sulla Ormond Street (in seguito la stessa struttura venne utilizzata per alcune scene del film Stargate);
- il Griffith Park di Los Angeles, per le scene della partita di baseball;
- i Sony Pictures Studios e gli Culver Studios di Culver City;
- l'isola di Kauai, Hawaii, per la vista esterna dell'Isola che non c'è; la stessa, divenne in seguito il set principale del film Jurassic Park.

### Cast
Inizialmente il ruolo di Peter Pan era stato proposto a Kevin Kline, ma il perdurare delle riprese di Bolle di sapone lo costrinse a rifiutare, e così la parte andò a Robin Williams. Per anni i fan hanno creduto che la parte fosse stata scritta per Tom Hanks, notizia poi smentita dall'attore. Richard Attenborough doveva interpretare il ruolo di Tootles, ma fu costretto a rinunciarvi poiché già impegnato sul set di Charlot, essendone il regista. Joseph Mazzello fece il provino per la parte di Jack Banning, ma scartato poiché troppo giovane.

#### Camei
Tra i tanti camei presenti nel film:
- Glenn Close appare nel ruolo del pirata che finisce nella "bubboliera" (una condanna pirata che consiste nell'intrappolare il malcapitato in un enorme forziere e, attraverso un'apertura, inserire degli scorpioni per uccidere il condannato).
- Phil Collins interpreta il commissario di polizia londinese.
- David Crosby interpreta uno dei pirati di Capitan Uncino.
- Gwyneth Paltrow appare per pochi secondi nei ricordi di Peter, nella parte della giovane Wendy.
- George Lucas e Carrie Fisher interpretano, non accreditati, i due che si baciano sul ponte quando Trilli trasporta Peter avvolto in un lenzuolo, e che prendono il volo grazie alla polverina che cade dalla fatina.
- Jimmy Buffett interpreta il pirata ruba-scarpe.
- La madre di Peter Pan nel flashback dove Peter parla con Trilli e dice "Io mi ricordo di mia madre, io me la ricordo!" è Kelly Rowan, in seguito diventata famosa per il ruolo di Kirsten Cohen nella serie televisiva The O.C.
- Peter Pan a 5 anni è interpretato dal figlio di Dustin Hoffman, Maxwell. La figlia Rebecca compare nei panni di Jane nella recita scolastica. Il figlio Jake (poi lanciato in Cambia la tua vita con un click accanto ad Adam Sandler) è uno dei giocatori di baseball all'inizio del film.

## Distribuzione
Il film è uscito nelle sale cinematografiche statunitensi l'11 dicembre 1991, mentre in Italia il 3 aprile 1992.

## Accoglienza

### Incassi
La pellicola incassò 119654823 $ in Nord America e 181200000 $ nel resto del mondo, per una somma totale di 300854823 $. Fu il quarto più alto incasso del 1991.

### Critica
Il film ha ricevuto recensioni perlopiù negative. 
Sul sito Rotten Tomatoes registra il 29% delle recensioni professionali positive, scrivendo che "il piglio di Hook è davvero vivace ma Steven Spielberg si orienta qui con il pilota automatico, cedendo troppo rapidamente alle sue qualità sentimentali e sciroppose". Su Metacritic ha invece un punteggio di 52 su 100 basato su 19 recensioni.
Lo stesso Steven Spielberg in anni successivi si è detto poco soddisfatto del risultato finale del film.
(Steven Spielberg)
In generale il film è considerato fra i più amati degli anni novanta e Spielberg ha detto che spera un giorno di poterlo apprezzare come ha fatto il pubblico.

## Riconoscimenti
- 1992 - Premio Oscar
  - Candidato per la migliore scenografia a Norman Garwood e Garrett Lewis
  - Candidato per i migliori costumi a Anthony Powell
  - Candidato per il miglior trucco a Christina Smith, Monty Westmore e Greg Cannom
  - Candidato per i migliori effetti speciali a Eric Brevig, Harley Jessup, Mark Sullivan e Michael Lantieri
  - Candidato per la miglior canzone (When You're Alone) a John Williams e Leslie Bricusse
- 1992 - Golden Globe
  - Candidato per il miglior attore in un film commedia o musicale a Dustin Hoffman
- 1993 - Saturn Award
  - Candidato per il miglior film fantasy
- 1992 - BMI Film & TV Awards
  - Miglior colonna sonora a John Williams
- 1991 - Razzie Award
  - Candidato per la peggior attrice non protagonista a Julia Roberts
- 1991 - Awards Circuit Community Awards
  - Migliori costumi a Anthony Powell
  - Candidato per la miglior scenografia a Norman Garwood e Garrett Lewis
  - Candidato per il miglior trucco
  - Candidato per i migliori effetti visivi a Eric Brevig
  - Candidato per la miglior colonna sonora a John Williams
  - Candidato per le migliori controfigure
- 1992 - Chicago Film Critics Association Award
  - Candidato per il miglior attore esordiente a Charlie Korsmo
- 1993 - Grammy Award
  - Candidato per la Miglior Composizione Strumentale per il cinema o la TV a John Williams
  - Candidato per la Miglior Performance Strumentale Pop a John Williams
- 1992 - Kids' Choice Awards
  - Candidatura come attrice preferita in un film a Julia Roberts
- 1993 - Young Artist Award
  - Miglior performance in un film - Young Ensemble Cast a Charlie Korsmo, Amber Scott, Ryan Francis, Dante Basco, Raushan Hammond, Jasen Fisher, James Madio, Isaiah Robinson, Thomas Tulak, Alex Zuckerman, Ahmad Stoner, Bogdan Georghe, Adam McNatt, René González Jr., Brett Willis, Brian Willis e Alex Gaona
  - Candidato per la miglior performance in un film - Giovane attore protagonista sotto i 10 anni a Amber Scott
  - Candidato per la miglior performance in un film - Giovane attore protagonista sotto i 10 anni a Raushan Hammond
  - Candidato per la miglior performance in un film - Giovane attore non protagonista a Dante Basco
  - Candidato per la miglior performance in un film - Giovane attore non protagonista a Charlie Korsmo

## Altri media
Nel 1992 la Irem ha sviluppato il videogioco arcade Hook, picchiaduro ispirato al film, in cui il giocatore si cala nei panni di Peter Pan o di uno dei suoi amici. Sempre nello stesso anno è stato prodotto dalla Ocean un videogioco di avventura per SNES, per Nes, per Game Boy e altri tra cui un punta e clicca su MS-DOS, Amiga, Atari ST, Mega Drive, Game Gear.

## Prequel
Nel 2017 Dante Basco tramite una campagna di crowdfunding ha realizzato un prequel che racconta la storia di Rufio, il personaggio che interpreta in Hook. Fra gli interpreti del film c'è anche Jasika Nicole.